# Eberhard Rosemberger
Eberhard (Erhard) Rosemberger, Eberhard z Koblencji (zm. 1527) – niemiecki murarz (murator) okresu renesansu.

## Życiorys
Pochodził z Koblencji. Od 1493 przebywał w Krakowie. W 1493 procesował się z Markiem Krzywonosem, od którego domagał się zwrotu dłużnego wiardunku. Artysta uchodził za osobę niezwykle kłótliwą i awanturniczą. W 1498 lub 1499 murarz Klemens oskarżył Rosembergera o zniesławienie, lecz sprawa zakończyła się zwolnieniem artysty od zarzutu przez sąd ławniczy. Z kolei w 1499 murarz Stanisław procesował się z nim o pobicie, a murarz Jan oskarżył go o to, że zlecił napaść na niego swym trzem towarzyszom. Na polecenie króla Aleksandra Jagiellończyka Eberhard z Koblencji wraz z Franciszkiem Florentczykiem kierował odbudową zamku na Wawelu po pożarze z 1499. Podczas gdy Fiorentino zajmował się głównie kamieniarstwem, Rosemberger odpowiadał za sprawy związane z murarstwem. 
W 1501 Eberhard Rosemberger zamieszkał z żoną Katarzyną w kamienicy przy ulicy Świniej, którą zakupił od rzeźnika Jerzego Schlossera. W 1503 otrzymał zlecenie zbudowania muru między domami Szczepana Kija i Pawła Paczki, lecz na skutek niezbadania przez Rosembergera fundamentów jego dzieło szybko zaczęło ulegać zniszczeniu. Artysta zmuszony był naprawić mur na własny koszt. W 1505 odbudował sklepienie w kaplicy św. Stanisława na Skałce, a swego brata polecił przeorowi Skałki Stefanowi jako potencjalnego budowniczego nagrobka biskupa krakowskiego, św. Stanisława ze Szczepanowa. W 1506 ksieni klasztoru norbertanek na Zwierzyńcu w Krakowie oskarżyła Eberharda Rosembergera o niedopełnianie obowiązków związanych z opieką nad dzierżawionym przez niego ogrodem, w którym zorganizował cegielnię. Rok później prepozyt zwierzyniecki Jan polecił zburzyć wszystkie budynki cegielniane, co doprowadziło Rosembergera do dużych strat materialnych, za które domagał się odszkodowania. Około 1508 wykonywał drobne prace na zamku na Wawelu. W 1512 został starszym cechu murarzy, a w 1517 został oficjalnie uznany obywatelem miasta Krakowa. W 1517 wspólnie z murarzami Pawłem i Stefanem odpowiadał za budowę murowanej ściany między domami Nawojki z Lelowa i Jana Kislinga. W 1518 otrzymał tytuł murarza miejskiego. W 1520, działając we współpracy z Maciejem Stwoszem (bratem Wita Stwosza), Hanuszem Eichlerem i Albrechtem Widawskim, doprowadził do ugody mieszczan Mikołaja Heyna i Marcina Lorka. 
Z małżeństwa z nieznaną bliżej Katarzyną pozostawił syna Mateusza.